# Shaquille Emanuelson
Shaquille Emanuelson (8 januari 2000) is een Nederlandse discuswerper. Hij werd Nederlands kampioen in 2024 en verbeterde in 2025 het 34 jaar oude nationale record van Erik de Bruin uit 1991 met maar liefst 1,53 m.

## Levensloop
Na op verschillende plekken op de wereld te hebben gewoond, verhuisde het gezin Emanuelson in 2008 naar Delft. Daar gingen Shaquille en zijn jongere broer Isiah op atletiek bij AV '40. Jacqueline Goormachtigh vroeg in de zomer van 2013 aan Shaquille om bij haar te komen trainen bij PAC Rotterdam. In 2015 stapten de broers over naar PAC. Shaquille begon met de meerkamp, maar concentreerde zich bij PAC op het discuswerpen en trainde daarnaast mee met het nationale team op Sportcentrum Papendal.
In 2024 werd Emanuelson voor het eerst Nederlands kampioen discuswerpen, na drie zilveren en een bronzen plak. Dat jaar debuteerde hij op de Europese kampioenschappen in Rome. Een jaar later deed hij mee aan de Oklahoma Throw Series in Ramona. De Amerikaanse plaats staat bekend om de harde wind, waarmee Mykolas Alekna zijn wereldrecords wierp. Emanuelson verbeterde het 34 jaar oude nationale record van Erik de Bruin uit 1991 met maar liefst 1,53 m. Met zijn 69,65 m plaatste hij zich voor de wereldkampioenschappen in Japan.

## Atletiekfamilie
Emanuelson komt uit de atletiekfamilie Van der Kruk. Zijn oma Gretha van der Kruk won een zilveren medaille op een Nederlands kampioenschap. Ze streed in augustus 1965 als kogelstootster en hoogspringster met het Nederlandse juniorenteam tegen Frankrijk. Haar broer Piet van der Kruk is viervoudig Nederlands kampioen kogelstoten, won nog vijf andere medailles bij NK kogelstoten en discuswerpen en was sportbestuurder en -commentator. Hun neefje Pieter van der Kruk werd drie keer Nederlands kampioen discuswerpen, en won minstens nog vier medailles bij het discuswerpen en indoor kogelstoten.
Shaquille is een achterneef van voetballer Urby Emanuelson.

## Nederlandse kampioenschappen
Outdoor
| Onderdeel    | jaar |
| ------------ | ---- |
| discuswerpen | 2024 |

## Records

### Persoonlijke records
Outdoor
| Discipline   | Prestatie    | Datum         | Plaats            |
| ------------ | ------------ | ------------- | ----------------- |
| kogelstoten  | 14,96 m      | 21 mei 2022   | Assendelft        |
| discuswerpen | 69,65 m (NR) | 17 april 2025 | Ramona (Oklahoma) |

### Nederlandse record
Outdoor
| Onderdeel    | Prestatie | Datum         | Plaats            |
| ------------ | --------- | ------------- | ----------------- |
| discuswerpen | 69,65 m   | 17 april 2025 | Ramona (Oklahoma) |

## Palmares

### discuswerpen
- 2019:  NK - 55,23 m
- 2020:  NK - 53,83 m
- 2022:  NK - 60,38 m
- 2023:  NK - 60,04 m
- 2024:  NK - 63,30 m
- 2024: 11e EK - 61,96 m (63,36 m in kwal.}
- 2025: 10e FBK Games - 59,85 m
- 2025:  NK - 62,51 m